# Clydonautiloidea
Clydonautiloidea — вимерла надродина головоногих молюсків з підкласу наутилоїдей (Nautiloidea).

## Систематика та еволюційна історія
Clydonautiloidea з'явилася в пізньому девоні. Поєднує п'ять родин, три з яких обмежені тріасовим періодом. Основними та формуючими кореневу основу є Liroceratidae від пізнього девону до верхнього тріасу. Liroceratidae були єдиними Clydonautiloidea , що жили наприкінці пермі, коли значна кількість родів наутилід загинула. Згодом надродина стала різноманітною, але зникла під час меншого вимирання в кінці тріасу.

## Опис
Характеризується гладкими, як правило, кулястими раковинами з майже прямими швами у ранніх форм, але розвиваються високодиференційовані шви у деяких пізніших форм. Там, де відомо, сифон має тенденцію бути центральним або субцентральним.